# Liberty Township (comté d'Adams, Pennsylvanie)
Pour les articles homonymes, voir Liberty Township.
Liberty Township est un township, situé dans le comté d'Adams, en Pennsylvanie, aux États-Unis,. En 2010, il comptait une population de 1 237 habitants.

## Démographie
Lors du recensement de 2010, le township comptait une population de 1 237 habitants. Elle est estimée, en 2016, à 1 245 habitants.

### Source de la traduction
- (en) Cet article est partiellement ou en totalité issu de l’article de Wikipédia en anglais intitulé « Liberty Township, Adams County, Pennsylvania » (voir la liste des auteurs).